# Parafia św. Jana Chrzciciela i św. Jana Ewangelisty w Lublinie
Parafia Świętego Jana Chrzciciela i Świętego Jana Ewangelisty w Lublinie – parafia rzymskokatolicka w Lublinie, należąca do archidiecezji lubelskiej i Dekanatu Lublin – Śródmieście. 
Została erygowana 1 stycznia 1832. Kościół parafialny (archikatedra) wybudowany w latach 1586–1604.

## Zasięg parafii
Obejmuje ulice: 11 Listopada, 3 Maja, Al. Racławickie, Al. Tysiąclecia, Archidiakońska, Bernardyńska, Bramowa, Chmielna, Chopina, Cicha, Cyruliczna, Czechowska, Czugały, Dolna 3 Maja, Dominikańska, Ewangelicka, Farbiarska, Furmańska, Gawareckich, Grodzka, Grottgera, Hempla, Hipoteczna, I Armii Wojska Polskiego, Jasna, Jezuicka, Kapucyńska, Karłowicza, Karmelicka, Kąpielowa, Kołłataja, Kołodziejska, Kościuszki, Kowalska, Kozia, Krakowskie Przedmieście, Królewska, Krótka, Ku Farze, Lipowa, Lubartowska, Lubomelska, Mała, Miedziana, Misjonarska, Narutowicza, Niecała, Ogrodowa, Okopowa, Olejna, Partyzancka, Peowiaków, Pl. Litewski, Pl. Łokietka, Pl. Wolności, Pl. Zamkowy, Podwale, Prymasa Stefana Wyszyńskiego, Przechodnia, Przemysłowa, Radziszewskiego, Radziwiłłowska, Rybna, Rynek, Sądowa, Staszica, Szambelańska, Szewska, Świętoduska, Wieniawska, Wodopojna, Wróblewskiego, Zamkowa, Zielona, Złota, Żmigród, Żwirki i Wigury. 